# Sebeșu de Jos
Sebeșu de Jos – wieś w Rumunii, w okręgu Sybin, w gminie Turnu Roșu. W 2011 roku liczyła 588 mieszkańców.